# Russula betularum
Russula betularum es una especie de hongo no comestible basidiomiceto de la familia Russulaceae.

## Características
El sombrero (píleo) es convexo aplanado y con hendidura en el centro, puede medir hasta 2,5 cm de diámetro, su color es blanco a rosa pálido, el estipe es cilíndrico, de color blanquecino y puede medir una altura de 3 cm y su grosor puede ser de hasta 1 cm.
Aparecen en el verano y principios del otoño, están muy extendido en Gran Bretaña, Europa y Escandinavia. Crece en los suelos húmedos de los bosques de abedul.

## Comestibilidad
- No es comestible.